# Бактеріальні захворювання
Бактеріа́льні захво́рювання — захворювання, спричинені діяльністю мікроорганізмів (бактерій), які складаються з однієї клітини, котра має міцну стінку. Вони належать до інфекційних хвороб, які є розладами життєдіяльності людей і тварин, які спричинюються живими збудниками (вірусами, бактеріями, рикетсіями), продуктами їхньої життєдіяльності (токсинами), патогенними білками (пріонами), передаються від заражених осіб здоровим і можуть масово поширюватися. Інфекційні захворювання на відміну від неінфекційних, спричиняються живою причиною а характеризуються заразливістю та тенденцією до епідемічного поширення.

## Особливості
Однією з особливостей інфекційних хвороб є наявність інкубаційного періоду, тобто періоду від моменту зараження до появи перших ознак. Тривалість цього періоду залежить від способу зараження і виду збудника і може тривати від декількох годин до декількох років. Місце проникнення мікробів в організм називають вхідними воротами інфекції. Епідеміологія — розділ медицини, що займається вивченням причин різних інфекційних хвороб, а також методів їхнього лікування і попередження. Завдяки епідеміології виявилася ще одна спільна властивість інфекцій. Один раз перехворівши інфекційним захворюванням, людина стає, як правило, несприйнятливою до неї. Ця несприйнятливість до інфекції отримала назву імунітет. Саме завдяки здатності організму набувати імунітету, стало можливим попередження інфекцій за допомогою щеплень. Одні люди, зіштовхнувшись зі збудником хвороби, занедужують. Інші, що мають імунітет до цього захворювання, начебто і не помічають його. Але є ще і треті. Вони впускають збудника інфекції у свій організм, самі не хворіють, але щедро діляться інфекцією з оточенням. Таких людей називають носіями інфекції.

## Класифікація
Існує велика кількість класифікацій інфекційних хвороб. Найбільш широко використовується класифікація Л. В. Громашевського. Базуючись на механізмі передачі, вчений поділив усі інфекції на 4 групи.
1. Кишкові інфекції з фекально-оральним механізмом передачі (черевний тиф, холера, дизентерія, сальмонельози, ботулізм, лептоспіроз, бруцельоз тощо)[3].
2. Інфекції дихальних шляхів з повітряно-крапельним механізмом передачі (дифтерія, скарлатина, кашлюк, пневмонії, туберкульоз тощо)[4].
3. Кров'яні інфекції з трансмісивним механізмом передачі (чума, туляремія, рикетсіози, висипний тиф тощо).
4. Інфекції зовнішніх покривів (сифіліс, гонорея, правець тощо).

## Діагностика
Однією з головних складових діагностики інфекційних, а отже і бактеріальних захворювань вважається точне визначення виду збудників і їх кількості в організмі. Такі дослідження проводять фахівці високого класу. Для цього вони використовують різні лабораторні методики, що дозволяють визначити, який саме мікроорганізм або вірус атакує імунну систему людини.

## Профілактика
Для профілактики бактеріальних хвороб застосовують різні групи заходів. Одним з найдавніших способів є ізоляція хворих (карантин). Їх віддаляють від здорових людей до моменту одужання, щоб запобігти поширенню збудників. Проводять також ізоляцію домашніх або знищення диких тварин, які можуть передавати збудників. Друга група заходів спрямована на розрив механізму передачі хвороби. Наприклад, для розриву крапельного шляху передачі можна використати марлеві пов'язки, а для того, щоб запобігти передаванню збудника через воду, її слід знезаразити. Знижують ймовірність хвороб і такі заходи, як кип'ятіння питної води, правильна обробка харчових продуктів, дотримання правил особистої гігієни (мити руки перед вживанням їжі, тримати у чистоті тіло тощо). Третя група заходів спрямована на вироблення несприйнятливості людини до бактеріальних хвороб. Для цього слід робити щеплення (наприклад, проти дифтерії), уживати вітаміни, які підвищують стійкість організму тощо.

## Лікування
Бактеріальні хвороби часто супроводжуються підвищенням температури, погіршенням самопочуття і потребують негайного лікування. Несвоєчасне звернення до лікаря та недотримання його порад може призвести до смерті хворого. Бактеріальні захворювання лікують за допомогою антибіотиків та інших лікарських засобів. Боротьба з хвороботворними бактеріями здійснюється різними способами. Це стерилізація (частіше за все для стерилізації використовується термічна обробка), ультрафіолетове випромінювання, пастеризація (одноразове нагрівання рідин на нетривалий час до температури, яка нижче за температуру кипіння), дезінфекція (метод знищення хімічними речовинами — формалін, спирт, хлорне вапно) тощо.
Отже, наявність збудника, інкубаційного періоду, можливість вироблення імунітету, а також можливість перенесення — ось ті ознаки, що відрізняють інфекційні хвороби від інших захворювань і роблять їх схожими між собою.